# Misumenops sierrensis
Misumenops sierrensis är en spindelart som beskrevs av Schick 1965. Misumenops sierrensis ingår i släktet Misumenops och familjen krabbspindlar. Inga underarter finns listade i Catalogue of Life.